# 시랜드 축구 국가대표팀
시랜드 축구 국가대표팀은 마이크로네이션인 시랜드 공국의 축구 대표팀이다. FIFA와 UEFA의 가맹국이 아니므로 FIFA 월드컵과 UEFA 유럽 축구 선수권 대회에는 출전할 수 없다. 바이에른컵에는 2번 참가하여 2012년 대회에서 우승을 차지했고 2013년 맨섬의회배 국제 축구 대회에서는 5위를 기록했다.